# Megachile asahinai
Megachile asahinai is een vliesvleugelig insect uit de familie Megachilidae. De wetenschappelijke naam van de soort is voor het eerst geldig gepubliceerd in 1955 door Yasumatsu.